# Cryptocarya velloziana
Cryptocarya velloziana är en lagerväxtart som beskrevs av P.L.R.Moraes. Cryptocarya velloziana ingår i släktet Cryptocarya och familjen lagerväxter. Inga underarter finns listade i Catalogue of Life.